# Brwinów (gromada)
Brwinów – dawna gromada, czyli najmniejsza jednostka podziału terytorialnego Polskiej Rzeczypospolitej Ludowej w latach 1954–1972.
Gromady, z gromadzkimi radami narodowymi (GRN) jako organami władzy najniższego stopnia na wsi, funkcjonowały od reformy reorganizującej administrację wiejską przeprowadzonej jesienią 1954 do momentu ich zniesienia z dniem 1 stycznia 1973, tym samym wypierając organizację gminną w latach 1954–1972.
Gromadę Brwinów z siedzibą GRN w mieście Brwinowie (nie wchodzącym w jej skład) utworzono – jako jedną z 8759 gromad na obszarze Polski – w powiecie pruszkowskim w woj. warszawskim, na mocy uchwały nr VI/10/15/54 WRN w Warszawie z dnia 5 października 1954. W skład jednostki weszły obszary dotychczasowych gromad Biskupice, Czubin, Falęcin, Kotowice, Krosna i Milęcin oraz obszar majątku S.G.G.W. z dotychczasowej gromady Grudów ze zniesionej gminy Helenów, a także gospodarstwo o obszarze 4 ha (leżące po zachodniej stronie miasta Brwinowa a na północ od drogi wiodącej z Brwinowa do Kotowic) wyłączone z miasta Brwinów, w tymże powiecie. Dla gromady ustalono 17 członków gromadzkiej rady narodowej.
31 grudnia 1959 do gromady Brwinów przyłączono obszar zniesionej gromady Moszna w tymże powiecie (bez wsi Domaniew i Domaniewek).
31 grudnia 1961 z gromady Brwinów wyłączono część obszaru wsi Falęcin o nazwie Falęcin-Naddawki, włączając go do miasta Milanówek w tymże powiecie i województwie.
31 grudnia 1961 do gromady Brwinów włączono wsie Domaniew i Domaniewek II ze zniesionej gromady Ołtarzew w tymże powiecie.
1 stycznia 1969 do gromady Brwinów włączono część obszaru wsi Domaniewek (tzw. „Stachówka”) o powierzchni 10 ha z gromady Ożarów w tymże powiecie.
Gromada przetrwała do końca 1972 roku, czyli do kolejnej reformy gminnej. 1 stycznia 1973 w powiecie pruszkowskim utworzono gminę Brwinów.